# Сезон ФК «Карпати» (Львів) 1977
| «Карпати» (Львів) у сезоні 1977 | «Карпати» (Львів) у сезоні 1977                 |
| ------------------------------- | ----------------------------------------------- |
| Ліга                            | Вища ліга                                       |
| Місце в лізі                    | 15                                              |
| Раунд у Кубку                   | 1/8                                             |
| Старший тренер                  | Ернест Юст                                      |
| Тренери                         | Борис Рассихін Юрій Сусла                       |
| Начальник команди               | Л. К. Зенченко, потім І. С. Янбухтін            |
| Стадіон                         | «Дружба» (Львів)                                |
| Капітан                         |                                                 |
| Найбільше матчів у лізі         | Олег Родін, Федір Чорба, Юрій Дубровний — по 30 |
| Найкращий бомбардир у лізі      | Юрій Дубровний — 7                              |

Сезон «Карпат» (Львів) 1977 — шістнадцятий сезон «Карпат» (Львів). Команда у вищій лізі посіла 15-те місце серед 16 команд, у Кубку СРСР в 1/8 фіналу поступилася в гостях ленінградському «Зеніту» 0:2.

## Головні події
Після попереднього вдалого сезону «Карпати» зіграли значно нижче своїх можливостей і, посівши передостаннє місце змушені були залишити вищу лігу. Саме у цьому сезоні у команді розпочалася зміна поколінь.

## Чемпіонат
| Місце | Клуб                       | «Карпати» — клуб | «Карпати» — клуб | І  | В  | Н  | П  | М     | О  |
| Місце | Клуб                       | удома            | у гостях         | І  | В  | Н  | П  | М     | О  |
| ----- | -------------------------- | ---------------- | ---------------- | -- | -- | -- | -- | ----- | -- |
| 1.    | «Динамо» (Київ)            | 1:1              | 1:1              | 30 | 14 | 15 | 1  | 51-12 | 43 |
| 2.    | «Динамо» (Тбілісі)         | 0:1              | 1:3              | 30 | 13 | 13 | 4  | 43-26 | 39 |
| 3.    | «Торпедо» (Москва)         | 0:0              | 0:1              | 30 | 12 | 13 | 5  | 30-23 | 37 |
| 4.    | «Динамо» (Москва)          | 1:1              | 0:0              | 30 | 9  | 17 | 4  | 34-20 | 35 |
| 5.    | «Шахтар» (Донецьк)         | 1:1              | 2:3              | 30 | 9  | 16 | 5  | 31-24 | 34 |
| 6.    | «Локомотив» (Москва)       | 0:0              | 3:0              | 30 | 9  | 14 | 7  | 27-25 | 32 |
| 7.    | «Чорноморець» (Одеса)      | 1:2              | 0:2              | 30 | 11 | 8  | 11 | 33-41 | 30 |
| 8.    | «Кайрат» (Алма-Ата)        | 0:0              | 1:1              | 30 | 6  | 17 | 7  | 26-31 | 29 |
| 9.    | «Зоря» (Ворошиловград)     | 1:0              | 1:1              | 30 | 8  | 12 | 10 | 28-24 | 28 |
| 10.   | «Зеніт» (Ленінград)        | 1:2              | 0:0              | 30 | 8  | 12 | 10 | 34-33 | 28 |
| 11.   | «Арарат» (Єреван)          | 2:0              | 0:1              | 30 | 7  | 13 | 10 | 28-34 | 27 |
| 12.   | «Дніпро» (Дніпропетровськ) | 1:0              | 0:1              | 30 | 9  | 9  | 12 | 24-31 | 27 |
| 13.   | «Нефтчі» (Баку)            | 2:2              | 0:2              | 30 | 5  | 17 | 8  | 25-34 | 27 |
| 14.   | ЦСКА (Москва)              | 1:1              | 2:1              | 30 | 5  | 17 | 8  | 28-39 | 27 |
| 15.   | «Карпати» (Львів)          |                  |                  | 30 | 6  | 14 | 10 | 26-30 | 26 |
| 16.   | «Крила Рад» (Куйбишев)     | 2:1              | 1:1              | 30 | 2  | 7  | 21 | 18-59 | 11 |

### Статистика гравців
У чемпіонаті за клуб виступали 24 гравці:
| Футболіст            | Дата народження   | Ігри     | Голи     |
| Воротарі             | Воротарі          | Воротарі | Воротарі |
| -------------------- | ----------------- | -------- | -------- |
| Олексій Швойницький  | 28 жовтня 1956    | 27       | 25п      |
| Олександр Ракитський | 1 липня 1946      | 4        | 5п       |
| Захисники            |                   |          |          |
| Олег Родін           | 6 квітня 1956     | 30       | 1        |
| Федір Чорба          | 24 січня 1946     | 30       | 2        |
| Ростислав Поточняк   | 26 січня 1948     | 28       |          |
| Юрій Бондаренко      | 6 жовтня 1949     | 27       |          |
| Степан Крупей        | 9 лютого 1951     | 3        |          |
| Віктор Никитюк       | 31 березня 1954   | 2        |          |
| Роман Риф'як         | 19 жовтня 1952    | 1        |          |
| Півзахисники         |                   |          |          |
| Юрій Дубровний       | 15 квітня 1954    | 30       | 7        |
| Лев Броварський      | 30 листопада 1948 | 28       | 2        |
| Ярослав Кікоть       | 8 червня 1949     | 20       |          |
| Андрій Баль          | 16 лютого 1958    | 18       | 1        |
| Юрій Сафронов        | 22 лютого 1956    | 10       |          |
| Ярослав Думанський   | 4 серпня 1959     | 4        |          |
| Юрій Суслопаров      | 14 серпня 1958    | 3        |          |
| Остап Савка          | 4 квітня 1947     | 2        |          |
| Нападники            |                   |          |          |
| Едвард Козинкевич    | 23 травня 1949    | 26       | 1        |
| Володимир Данилюк    | 4 липня 1947      | 25       | 5        |
| Геннадій Лихачов     | 16 червня 1946    | 18       |          |
| Юрій Підпалюк        | 9 вересня 1952    | 17       | 2        |
| Юрій Цимбалюк        | 22 січня 1953     | 16       | 4        |
| Роман Гірник         | 1 листопада 1954  | 2        | 1        |
| Григорій Батич       | 8 лютого 1958     | 1        |          |

## Кубок СРСР
| Етап | Дата           | Господар            | Рахунок             | Гість             |
| ---- | -------------- | ------------------- | ------------------- | ----------------- |
| 1/16 | 10 квітня 1977 | «Металіст» (Харків) | 2:2, д.ч., пен. 2:4 | «Карпати» (Львів) |
| 1/8  | 5 травня 1977  | «Зеніт» (Ленінград) | 2:0                 | «Карпати» (Львів) |